# 8428 Okiko
8428 Okiko è un asteroide della fascia principale. Scoperto nel 1997, presenta un'orbita caratterizzata da un semiasse maggiore pari a 2,3793873 UA e da un'eccentricità di 0,1810089, inclinata di 1,57419° rispetto all'eclittica.